# Sari Bulan
Sari Bulan is een bestuurslaag in het regentschap Muko-Muko van de provincie Bengkulu, Indonesië. Sari Bulan telt 818 inwoners (volkstelling 2010).